# سالي ديفيز (طبيبة)
سالي كلير ديفيز (مواليد 24 نوفمبر 1949) (بالإنجليزية: Dame Sally Claire Davies)‏ طبيبة ومديرة أكاديمية بريطانية. هي كبير المستشارين العلميين في وزارة الصحة،  وعملت كطبيبة متخصصة في علاج أمراض الدم ونخاع العظام. تم تعيينها رئيسة في كلية الثالوث (كامبريدج) في 8 فبراير 2019.